# Progasti volčin
Progasti volčin (znanstveno ime Daphne striata) je nizek grmiček iz družine volčinovk.
Trajno olesenela rastlina raste kot majhen zimzelen grm med rušjem oz. na gruščnatih tratah v subalpskem pasu na nadmorski višini od 1000 do 2800 metrov, običajno doseže višino med 5 in 15, redko tudi do 40 centimetrov. Številna relativno tenka razprostirajoča se stebla so polegla in imajo gladko lubje. Listi so suličasti, usnjati, dolgi do 3 cm. Cvetovi, teh je po navadi od 8 do 12, so bledo rdeče barve z malo opaznimi progami, po katerih je volčin dobil ime. Iz cvetov se razvijejo jagode eliptične oblike, sprva oranžno rumene barve, ki kasneje porjavijo. Čas cvetenja se razteza od maja do avgusta. Volčin vsebuje strup dafnetoksin.

## Vir
- Ravnik, Vlado (2010). Alpsko cvetje Slovenije. Narava, Kranj. COBISS 251649024. ISBN 978-961-6582-68-1.